# Lars Ahlfors
Lars Valerian Ahlfors (Helsinki, 18 aprile 1907 – Pittsfield, 11 ottobre 1996) è stato un matematico finlandese, ricordato per i suoi lavori sulle superfici di Riemann e in analisi complessa.

## Biografia
Ahlfors nacque a Helsinki, figlio di un professore di ingegneria. Studiò all'Università di Helsinki dal 1924, laureandosi nel 1928 sotto la tutela di Ernst Lindelöf and Rolf Nevanlinna. Assieme a Nevanlinna, lavorò su alcune congetture riguardanti le funzioni intere nel 1929, e completò il dottorato nel 1930.
Nel 1935 venne all'Università di Harvard e nel 1936 ricevette assieme a Jesse Douglas la prima Medaglia Fields della storia. Ritornò in Finlandia nel 1938. Quindi nel 1945 si spostò all'Eidgenössische Technische Hochschule Zürich di Zurigo, e nell'anno seguente decise finalmente di tornare a Harvard, per rimanervi fino al suo ritiro nel 1977.
Fu sposato e ebbe tre figlie.

## Contributi
I lavori di Ahlfors trattano soprattutto argomenti di analisi complessa. Il libro Complex Analysis (1953) è ancora uno dei testi più usati nelle università. Tra gli altri libri, troviamo Riemann surfaces (1960) e Conformal invariants (1973). Nella sua carriera diede notevoli contributi allo studio delle funzioni meromorfe e delle superfici di Riemann.